# الدراج (النادرة)

تعديل مصدري - تعديل

الدراج محلة تابعة لقرية شعب المريسي، التابعة لعزلة شعب المريسي بمديرية النادرة إحدى مديريات محافظة إب في الجمهورية اليمنية، بلغ تعداد سكانها 28 حسب تعداد اليمن لعام 2004.